# Uvaria hasselti
Uvaria hasselti är en kirimojaväxtart som beskrevs av Carl Ludwig von Blume. Uvaria hasselti ingår i släktet Uvaria och familjen kirimojaväxter. Inga underarter finns listade i Catalogue of Life.